# Siergiej Polakow
Siergiej Władimirowicz Polakow (ros. Серге́й Владимирович Поляков; ur. 22 stycznia 1968 w Winnicy) – rosyjski strzelec sportowy, srebrny medalista olimpijski z Aten.
Zawody w 2004 były jego jedynymi igrzyskami olimpijskimi. Był drugi w pistolecie szybkostrzelnym na dystansie 25 metrów. W różnych konkurencjach pistoletowych był indywidualnym medalistą mistrzostw Europy, w drużynie sięgnął po medale mistrzostw świata.